# Ivan Mrázek
Ivan Mrázek, (Brno, Checoslovaquia, 18 de enero de 1926-Ibidem., 5 de abril de 2019), fue un jugador checo de baloncesto. Consiguió cuatro medallas en competiciones internacionales con Checoslovaquia. También fue entrenador ejerciendo en el Spartak de Brno y en la selección nacional checoslovaca.

## Biografía
Durante su carrera en el club, Ivan Mrázek ganó seis campeonatos de la Liga Checoslovaca (1947, 1948 (2), 1949, 1950, 1951).
Ayudó a la selección nacional de Checoslovaquia a ganar una medalla de oro en el EuroBasket 1946, así como tres medallas de plata en el EuroBasket en 1947, 1951 y 1955. También representó a Checoslovaquia en dos Juegos Olímpicos, en 1948 y 1952.
En su carrera como entrenador, Ivan Mrázek fue seis veces campeón de la Liga de Checoslovaquia (1958, 1962, 1963, 1964, 1967, 1968).